# 鄧雷斯 (印地安納州)
鄧雷斯（英語：Dunreith）是一個位於美國印地安納州亨利縣的城鎮。

## 人口
根據2010年美國人口普查的數據，鄧雷斯的面積為0.32平方千米，當中陸地面積為0.32平方千米，而水域面積為0.00平方千米。當地共有人口177人，而人口密度為每平方千米553人。